# Rhytiphora buruensis
Rhytiphora buruensis är en skalbaggsart som beskrevs av Stefan von Breuning 1959. Rhytiphora buruensis ingår i släktet Rhytiphora och familjen långhorningar. Inga underarter finns listade i Catalogue of Life.